# Kurt von Dewitz

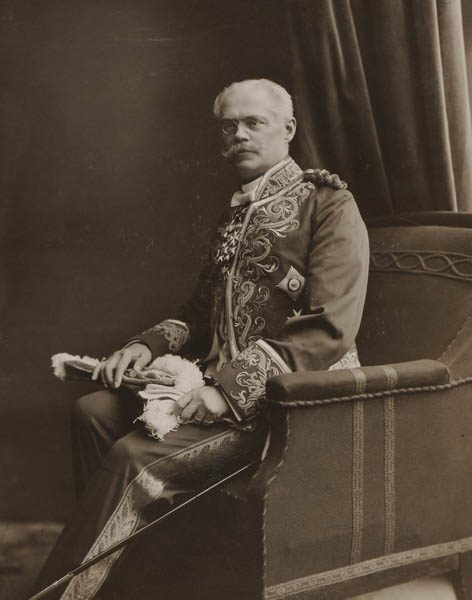
Kurt von Drewitz 1906/1907

Kurt Ludwig Karl von Dewitz (* 29. November 1847 in Bromberg; † 2. März 1925 in Naumburg (Saale)) war ein preußischer Beamter und Politiker, Oberpräsident in Schleswig-Holstein sowie Mitglied des Preußischen Herrenhauses.

## Leben
Seine Eltern waren der preußische Generalmajor Hermann von Dewitz (1813–1866) und dessen Ehefrau Emma, geborene von Arnim (1828–1898).
Dewitz diente von 1878 bis 1884 als Landrat im Kreis Dramburg und wechselte anschließend als Landrat in den Rheingaukreis von 1884 bis 1890. Im Jahr 1899 wurde er Regierungspräsident in Erfurt, bis er 1903 bis 1906 Regierungspräsident im Regierungsbezirk Frankfurt wurde.
Von 1906 bis 1907 bekleidete er den Posten des Oberpräsidenten in der preußischen Provinz Schleswig-Holstein.
Er heiratete am 10. März 1877 Lina Sutor (* 1856).

## Auszeichnungen
- Rechtsritter des Johanniterordens
- Roter Adlerorden II. Klasse mit Eichenlaub
- Komtur des Hausordens vom Weißen Falken
- Ehrenkreuz von Schwarzburg I. Klasse